# Ульрих, Василий Корнилович
Василий Корнилович Ульрих (нем. Wilhelm Otto Cornelius Alexander von Ulrich; 1810—1891) — Эстляндский губернатор, генерал от инфантерии.

## Биография
Василий Корнилович Ульрих родился 19 октября 1810 года в старинной дворянской семье и был сыном капитана Корнелия Эдуарда Ульриха (1770—1844). Окончил городскую гимназию в Дерпте (1824).
Получив образование в Главном инженерном училище (1829) и Офицерских классах этого училища (1831), первоначально служил в инженерных войсках (в офицеры произведён 6 декабря 1829 года), а затем по Генеральному штабу.
За отличие в Венгерской кампании 1849 года был награждён золотой шпагой с надписью «За храбрость». В 1845 году произведён в подполковники, 9 июня 1849 года — в полковники, а в следующем году награждён орденом Святого Георгия 4-й степени за 25 лет беспорочной службы в офицерских чинах.
На 1852 год помощник начальника триангуляции Царства Польского. В 1855—1858 годах занимал должность инспектора межевания казённых земель в Департаменте сельского хозяйства Министерства государственных имуществ и 26 августа 1856 года в день коронации Александра II был произведён в генерал-майоры со старшинством по Манифесту 18 февраля 1762 года (впоследствии установлено с 7 апреля 1857 года).
27 декабря 1858 года назначен исправляющим должность Эстляндского гражданского губернатора, 23 июня 1859 года утверждён в занимаемой должности. Оставался на посту губернатора до 1868 года (в 1865 году из наименования должности исключено слово «гражданский») и 30 августа 1864 года был произведён в генерал-лейтенанты. 10 октября 1868 года уволен от должности губернатора с причислением к Министерству внутренних дел и оставлением по Генеральному штабу; в 1885 году зачислен в запас.
В окончательную отставку 79-летний Ульрих вышел только 29 июня 1890 года, когда Высочайшим приказом о чинах военных был произведён в генералы от инфантерии с увольнением от службы с мундиром и пенсией. Год спустя, 16 октября 1891 года, он скончался, не дожив 3 дней до 81-летия.
Старший брат Василия Корниловича инженер-генерал Ромео Корнильевич Ульрих был комендантом Брест-Литовской крепости и Варшавской Александровской цитадели.

## Награды
Ульрих имел знак отличия беспорочной службы за 50 лет (1884) и был награждён многими орденами, в том числе:
- Орден Св. Станислава 4-й (3-й) степени (1833)
- Орден Св. Анны 3-й степени с бантом (1843)
- Орден Св. Владимира 4-й степени с бантом (27 сентября 1846)
- Орден Св. Анны 2-й степени (16 мая 1848; Императорская корона к ордену 14 августа 1849)
- Золотая шпага с надписью «За храбрость» (1 октября 1849)
- Орден Св. Георгия 4-й степени (26 ноября 1850, № 8402 по кавалерскому списку Григоровича — Степанова)
- Орден Св. Владимира 3-й степени (1851)
- Орден Св. Станислава 1-й степени (1860)
- Орден Св. Анны 1-й степени (1867)

Иностранные:
- Австрийский командорский крест ордена Леопольда (1851)
- Прусский орден Красного орла 2-й степени (1854)

## Семья
Был женат (с 1859) на Маргарите Гертруде Адели фон Эссен (1841—1904). Дети:
- Мета Фридерика Вильгельмина (1860—?)
- Александр (1862—1942)
- Мария Жанетта Катарина (1863—1926)
- Вильгельм (1865—1869)